# Berlinisch
O dialeto chamado de Berlinisch ou Berlinerisch é um dialeto do alemão falado na região de Berlim-Brandemburgo na Alemanha. 
O desenvolvimento do Berlinisch influenciou a região de Brandemburgo (região essa, que circunda Berlim) e tomou lugar do Niederdeutsch originalmente falado na região. O Berlinisch é, apesar disso, um dialeto que pertence, principalmente à cidade de Berlim. Por isso, existem até hoje palavras que ainda não entraram no vocabulário da fala do povo de Brandemburgo.

## História
Desde a fundação da cidade, Berlim sofreu a influência do Niederdeutsch (leia-se a grande área dialetal que engloba os dialetos do alemão falados nas regiões planas da Alemanha) e, principalmente, do Mitteldeutsch (área que engloba os dialetos falados nas regiões centrais da Alemanha). 
Não faz tanto tempo que o dialeto se expandiu para as áreas de Brandemburgo que, até esse momento, falava o Ostmitteldeutsch. O Berlinisch tem muitas características parecidas com o Kölsch (dialeto falado na cidade de Colônia) como o uso de jut ao invés de gut ou de wat ao invés de was. Várias palavras típicas do Berlinisch vêm do holandês como ick, det, wat e doof.
Um aspecto importante de se destacar é que, quanto mais se chega perto do centro de Berlim, mais forte é a presença do dialeto.